# Lieu d'exécution d'Itabashi
Le lieu d'exécution d'Itabashi (板橋刑場, Itabashi Keijō) est un des trois sites dans le voisinage d'Edo (actuelle Tokyo au Japon) où le shogunat Tokugawa exécutait les criminels à l'époque d'Edo. Situé près du Itabashi-shuku, premier shukuba (relais de poste) d'Edo sur le Nakasendō (principale route vers Kyoto), il se trouve dans les limites du moderne arrondissement d'Itabashi à Tokyo près de la gare d'Itabashi des JR.
En 1868, Kondō Isami, chef de la shinsengumi, est emprisonné vingt jours à Itabashi et décapité sur le lieu d'exécution. Un mémorial en son honneur se tient à la sortie est (Takino-gawa) de la gare d'Itabashi. Sur le côté droit sont gravés les noms de quarante membres de la shinsengumi morts à la guerre et sur la gauche, les noms des 64 morts de maladie, de seppuku ou d'autres causes. À gauche du monument se trouve une statue de Bouddha dédiée aux morts sans parents pour prendre soin de leurs tombes et à droite, les tombes de Kondō et Nagakura Shinpachi dont il est dit qu'il a érigé le mémorial. Il existe également une stèle à la mémoire de Hijikata Toshizō, mort à la bataille de Goryōkaku.

## Source de la traduction
- (en) Cet article est partiellement ou en totalité issu de l’article de Wikipédia en anglais intitulé « Itabashi execution grounds » (voir la liste des auteurs).